# Ајнштајнова нотација
У линеарној алгебри, и посебно у областима физике које је користе, Ајнштајнова нотација или сумациона конвенција је конвенција у математичкој нотацији при којој се подразумева, осим уколико није експлицитно другачије напоменуто, сумација по индексима који су поновљени, па се симбол за суму изоставља. У општем случају, када се ради о коваријантним и контраваријантним величинама, сумација се подразумева по поновљеним горњим (контраваријантним) и доњим (коваријантним) индексима. Конвенција је добила име по Алберту Ајнштајну који ју је увео 1916. године у раду у коме је изложио основе опште теорије релативности како би упростио нотацију операција са тензорима. Забележена је анегдота у којој се Ајнштајн нашалио у писму једном пријатељу:
Направио сам велико откриће у математици; укинуо сам знак за сумацију сваки пут када се сумира по индексу који се два пута понавља...

## Дефиниција
Често јавља случај када се сумирају променљиве по индексу који се понавља па је економично изоставити знак за сумацију:
{\displaystyle \sum _{i}x_{i}y_{i}\,{\overset {\text{def}}{=}}\,x_{i}y_{i}.}
У овој форми, где се ради о оба доња индекса, може се применити у општем случају када се ради о било каквој сумацији, мада то није уобичајено, већ се ова конвенција користи углавном када се сумирају компоненте тензора па се онда мора водити рачуна о начину на који се те компоненте трансформишу при промени базиса. Тада се коваријантне компоненте пишу са доњим индексом, а контраваријантне са горњим индексом, па правило у овом случају предвиђа да се подразумева сумирање само по поновљеном горњем и доњем индексу:
{\displaystyle \sum _{i}x_{i}y^{i}\,{\overset {\text{def}}{=}}\,x_{i}y^{i}.}
Ова разлика се може игнорисати једино када се ради у простору над пољем реалних бројева са фиксираним базисом, па се тада могу користити само доњи индекси.

## Примери
Уколико је дат базис векторског простора {\displaystyle B=(b_{1},\ldots ,b_{n})}, вектор x у том базису може да се репрезентује бројном колоном чији су елементи координате вектора
{\displaystyle x=\left({\begin{array}{c}\alpha ^{1}\\\vdots \\\alpha ^{n}\end{array}}\right).}
Тада вектор x може да се изрази преко векторског збира базисних вектора помножених координатама, што у Ајнштајновој нотацији има облик
{\displaystyle x=\alpha ^{i}b_{i},\,}
што би, у уобичајеној нотацији вектора као збира скалираних базисних вектора и игноришући контраваријантност координата, било
{\displaystyle x=\alpha _{1}b_{1}+\cdots +\alpha _{n}b_{n}.}
Стандардни скаларни производ вектора x и y, у апсолутном базису, у Ајнштајновој нотацији је
{\displaystyle \langle x,y\rangle =\alpha _{i}\beta ^{i},}
где су αi и βi координате вектора x и y, или уопштено за произвољан базис у унитарном простору
{\displaystyle \langle x,y\rangle =\alpha ^{i^{*}}g_{ij}\beta ^{j},}
где је {\displaystyle g_{ij}} метрички тензор, a звездица означава комплексно конјугован број. Конвенционално написано, ово у ствари значи
{\displaystyle \langle x,y\rangle =\sum _{i}\sum _{j}\alpha _{i}^{*}g_{ij}\beta _{j},}
где је {\displaystyle g_{ij}} скаларни производ i-тог и j-тог базисног вектора.
Ако је дата матрица са m врста и n колона, елемент матрице се може означити као {\displaystyle M_{j}^{i},} где горњи индекс означава i-ту врсту, а доњи j-ту колону. Матрично множење се тада може компактно изразити као
{\displaystyle M_{j}^{i}=A_{k}^{i}B_{j}^{k}.}